# Ophiomyia helichrysi
Ophiomyia helichrysi är en tvåvingeart som beskrevs av Spencer 1960. Ophiomyia helichrysi ingår i släktet Ophiomyia och familjen minerarflugor. Inga underarter finns listade i Catalogue of Life. Artens utbredningsområde är Sydafrika.